# Praxithea morvanae
Praxithea morvanae är en skalbaggsart som beskrevs av Tavakilian och M. L. Monné 2002. Praxithea morvanae ingår i släktet Praxithea och familjen långhorningar. Inga underarter finns listade i Catalogue of Life.